# Listă de personalități din Pitești
Aceasta este o listă alfabetică a personalităților născute în municipiul Pitești:

## A
- Ion Antonescu (1882 - 1946), militar și om de stat, mareșal al Armatei și ministru de război, prim-ministru al României și conducător al statului.
- Ion Ariton (n.1956), ministru, senator

## B
- Ilie Bărbulescu (n. 1957), fotbalist;
- Mădălina Bellariu Ion (n. 1993), actriță;
- Mauriciu Blank (1848 - 1929), bancher, cofondator al "Marmorosch Blank";
- Alexandru Bogdan-Pitești (1870 - 1922), scriitor, critic de artă și colecționar de artă;
- Ionuț Boșneag (n. 1982), fotbalist;
- Ion C. Brătianu (1821 - 1891), om politic, membru de onoare al Academiei Române, fratele lui Dumitru C. Brătianu;
- Nicolae Brânzeu (1907 - 1983), compozitor, dirijor și om de cultură;
- Stelian Burcea (n. 1983), jucător de rugby.

## C
- Armand Călinescu (1893 - 1939), om politic, prim-ministru, ministru și economist;
- Iuliana Cioculeasa (n. 1977), handbalistă;
- Ioana Ciomârtan (1915 - 1993), actriță;
- Nicolae Comănescu (n. 1968), pictor;
- CRBL (n. 1978), cântăreț, coregraf, regizor.

## D
- Nicolae Dică (n. 1980), fotbalist;
- Ioana Doagă (n. 1992), atletă;
- Nicolae Dobrin (1947 - 2007), fotbalist, decorat cu Ordinul Național „Serviciul Credincios”;
- Ruxandra Dragomir (n. 1972), jucătoare de tenis.

## E
- Gabriel Enache (n. 1990), fotbalist.

## G
- Robert Glință (n. 1997), înotător.

## I
- Adrian Iordache (n. 1980), fotbalist.

## K
- Alexandru Kirițescu (1888 - 1961), scriitor.

## L
- Dan Lăcustă (n. 1977), fotbalist.

## M
- Agepsina Macri (1885 - 1961), actriță, soția lui Victor Eftimiu;
- Gheorghe D. Marinescu (1919 - 1987), matematician;
- Andrei Mărgăritescu (n. 1980), fotbalist;
- MefX (n. 1987), cântăreț de hip hop;
- Ioana Mincă (n. 1998), jucătoare de tenis;
- Cristi Minculescu (n. 1959), cântăreț rock, solist al trupei Iris.

## N
- Adrian Neaga (n. 1979), fotbalist;
- Robert Neagoe (n. 1982), fotbalist.

## O
- Mihai Olteanu (n. 1980), fotbalist;
- Marian Oprea (n. 1982), atlet, laureat cu argint la Jocurile Olimpice de vară din 2004.

## P
- Nicu Paleru (n. 1973), cântăreț de muzică de petrecere;
- Sebastian Papaiani (1936 - 2016), actor, decorat cu Ordinul Național „Serviciul Credincios”;
- Cezar Paul-Bădescu (n. 1968), prozator, scenarist, publicist;
- Nicolae Penescu (1896 - 1982), om politic;
- Loredana Pera (n. 1987), handbalistă;
- Costin Petrescu (1872 - 1954), pictor, profesor universitar, președinte al Sindicatului Artelor Frumoase și publicist.

## R
- Randi (n. 1983), cântăreț, producător muzical.

## S
- Ion Sălișteanu (1929 - 2011), pictor, profesor universitar, membru corespondent al Academiei Române;
- Rudolf Schweitzer–Cumpăna (1886 - 1975), pictor și grafician;
- Claudiu Simion (n. 1994), fotbalist;
- Ioan Sion (1890 - 1942), general;
- Smiley (n. 1983), cântăreț, prezentator, membru al trupei Simplu;
- Lavinia Stan (n. 1966), profesor universitar, emigrată în Canada;
- Bogdan Stancu (n. 1987), fotbalist.

## T
- Cristian Tănase (n. 1987), fotbalist.
- Teo Trandafir (n. 1968), prezentatoare de televiziune, fostă producătoare, actriță, prezentatoare de radio și deputată;
- Ion Trivale (1889 - 1916), critic literar și traducător;
- Robert Turcescu (n. 1975), jurnalist, om politic, realizator de televiziune.

## U
- Adrian Ungur (n. 1985), jucător de tenis.

## Z
- Zavaidoc (1896 - 1945), cântăreț de muzică populară și romanțe.

## Alte persoane legate de municipiul Pitești
- Ion Minulescu (1881 - 1944), poet simbolist; a parcurs școala primară și gimnaziul la Pitești.

## Vezi și
- Lista cetățenilor de onoare ai municipiului Pitești